# مسافرون إلى النجوم (فلم)
مسافرون إلى النجوم وبالإنجليزية Riders to the Stars هو فيلم روائي خيال علمي أمريكي تم عرضه عام 1954، ومن بطولة ريتشارد كارلسون وويلليام لانديجان وهايربرت مارشال ومارثا هيير ودون آدمز ومن إخراج ريتشارد كارلسون وإنتاج إيفان تورسون وسيناريو كورت سيودماك ويدور حول عجز العلماء في إرسال رحلات إلى الفضاء الخارجي بسبب الأشعة الكونية التي تحطم وتجعل من السفر أمر خطير، فيتم اختيار 3 رواد فضاء للجمع مجموعة نيازك من الفضاء لدراسة أسباب قدرتها على تحمل تلك الأشعة الكونية للمساعدة في تنفيذ برنامج لفضاء
فيتضح أن السبب يعود إلى الماس الذي يغطي تلك النيازك

## روابط خارجية
- مسافرون إلى النجوم على موقع IMDb (الإنجليزية)
- مسافرون إلى النجوم على موقع روتن توميتوز (الإنجليزية)
- مسافرون إلى النجوم على موقع Turner Classic Movies (الإنجليزية)
- مسافرون إلى النجوم على موقع أول موفي (الإنجليزية)
- مسافرون إلى النجوم على موقع فيلمافينيتي (الإسبانية)
- مسافرون إلى النجوم على موقع قاعدة بيانات الفيلم (الإنجليزية)
- مسافرون إلى النجوم على موقع ليتربوكسد (الإنجليزية)
- مسافرون إلى النجوم على موقع كينوبويسك (الروسية)